# Takayuki Mae
Takayuki Mae (前 貴之 Mae Takayuki?, Sapporo, Hokkaido, 16 de septiembre de 1993) es un futbolista japonés que juega de defensa en el JEF United Chiba de la J2 League.

## Trayectoria

### Clubes
| Club                            | País  | Año       |
| ------------------------------- | ----- | --------- |
| Hokkaido Consadole Sapporo      | Japón | 2011-2017 |
| Kataller Toyama (cedido)        | Japón | 2014      |
| J. League sub-22 (cedido)       | Japón | 2015      |
| Renofa Yamaguchi F. C. (cedido) | Japón | 2017      |
| Renofa Yamaguchi F. C.          | Japón | 2018-2019 |
| Yokohama F. Marinos             | Japón | 2020      |
| Matsumoto Yamaga F. C. (cedido) | Japón | 2020      |
| Matsumoto Yamaga F. C.          | Japón | 2021-2022 |
| Renofa Yamaguchi F. C.          | Japón | 2022-2024 |
| JEF United Chiba                | Japón | 2025-     |